# Emléktáblák Kecskeméten
Kecskemét szócikkhez kapcsolódó képgaléria, mely helyi, országos vagy nemzetközi hírű személyekkel, valamint épületekkel, műtárgyakkal, helynevekkel és eseményekkel összefüggő emléktáblákat tartalmaz.

## Galéria

### Emléktáblák

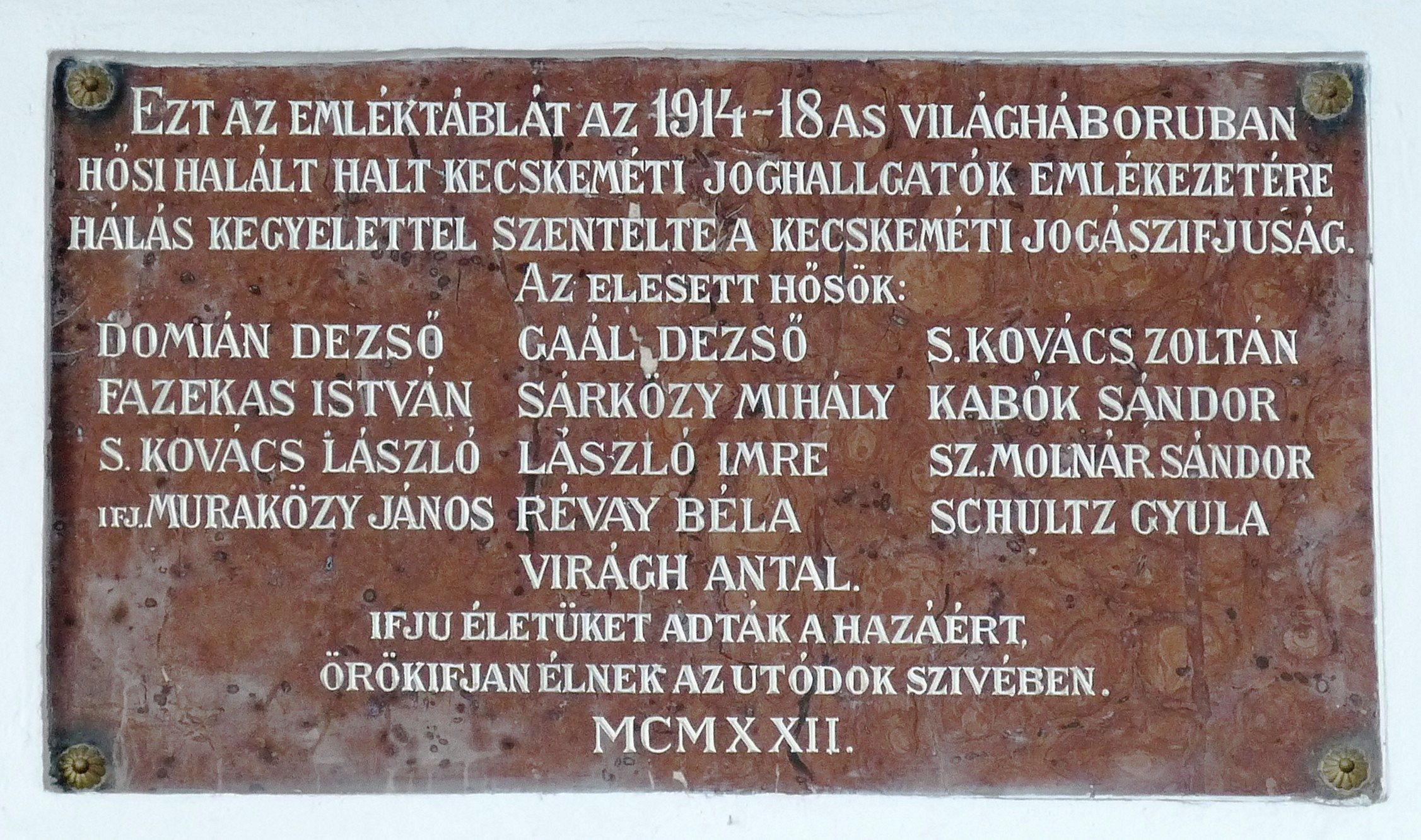
1. világháborúban elhunyt joghallgatók,[1] Szabadság tér 7.
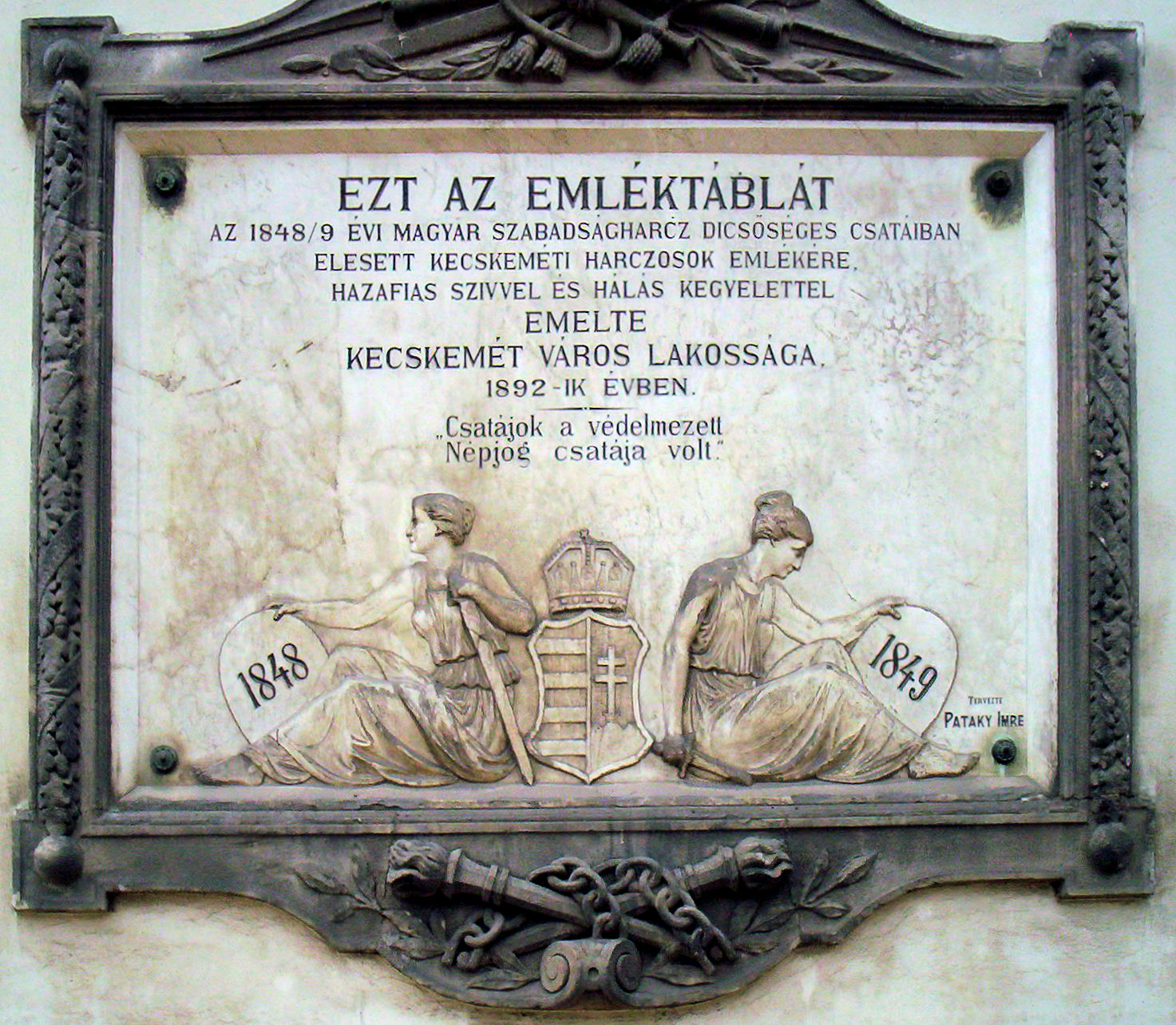
1848–49-es szabadságharc elesett hősei, Kossuth tér 2. alkotó: Pataky Imre
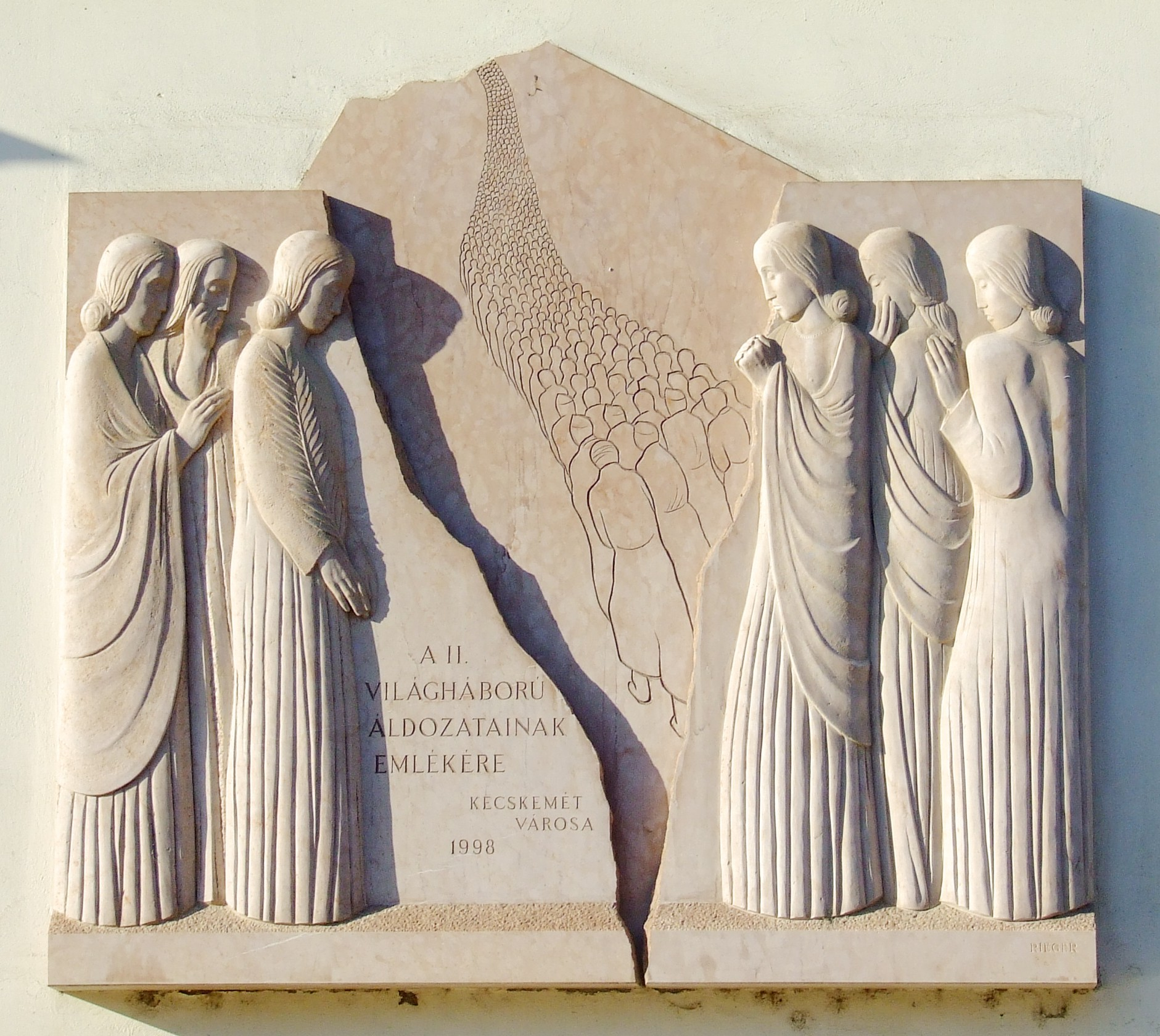
2. világháború áldozatai, Kossuth tér 2. alkotó: Rieger Tibor
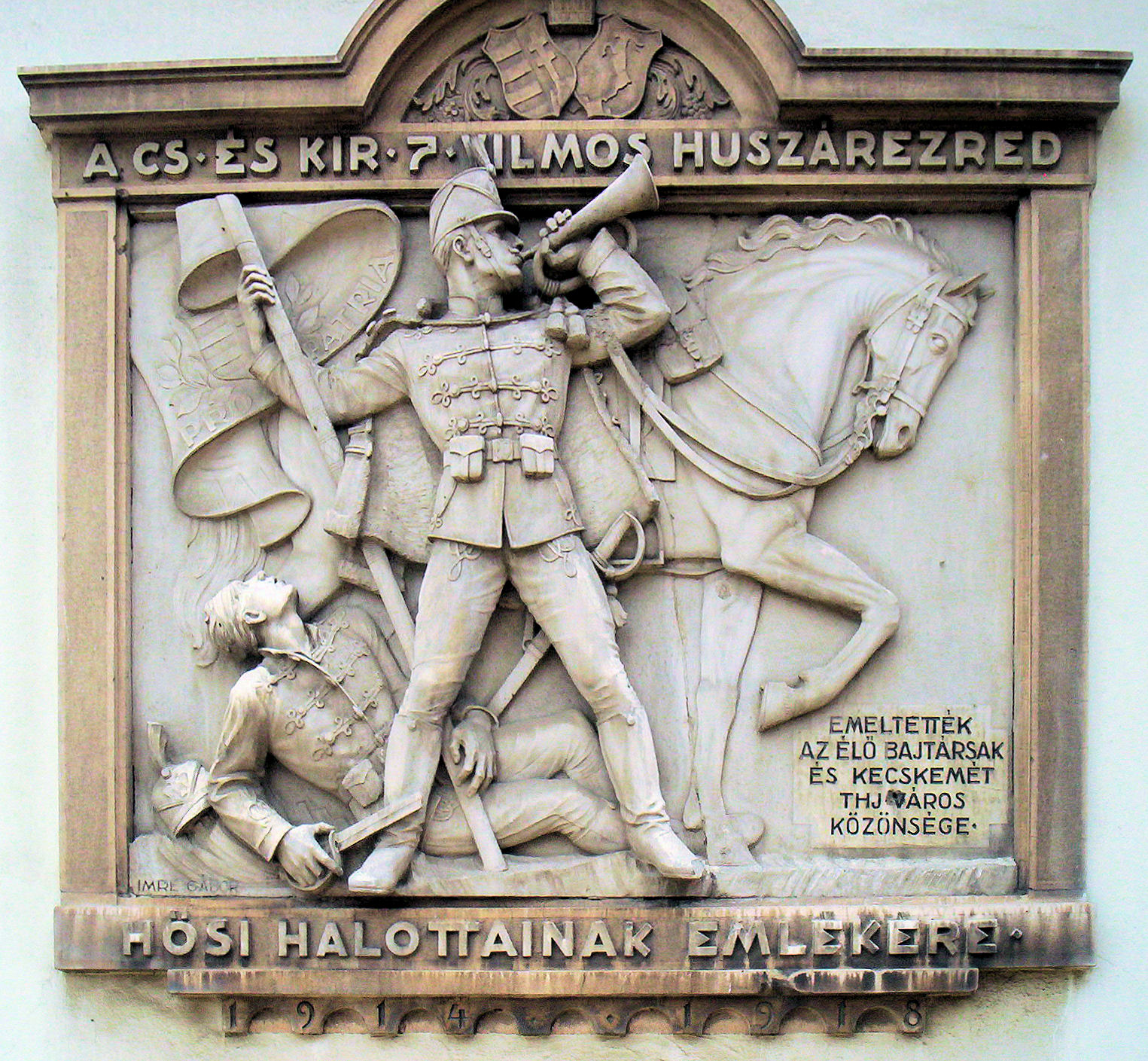
7. Vilmos huszárezred hősi halottai, Kossuth tér 2. alkotó: Imre Gábor
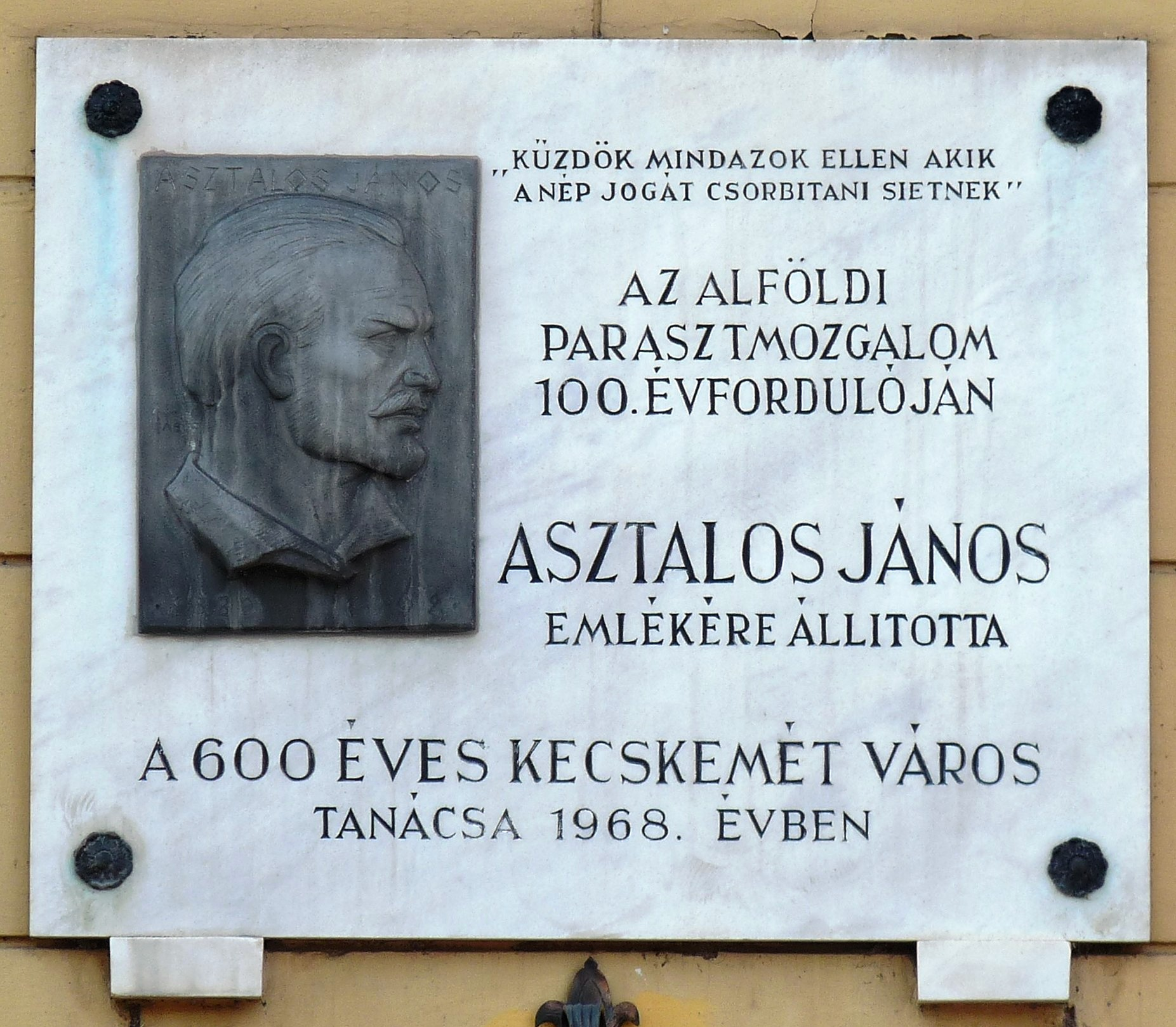
Asztalos János, Kossuth tér 1. alkotó: Imre Gábor
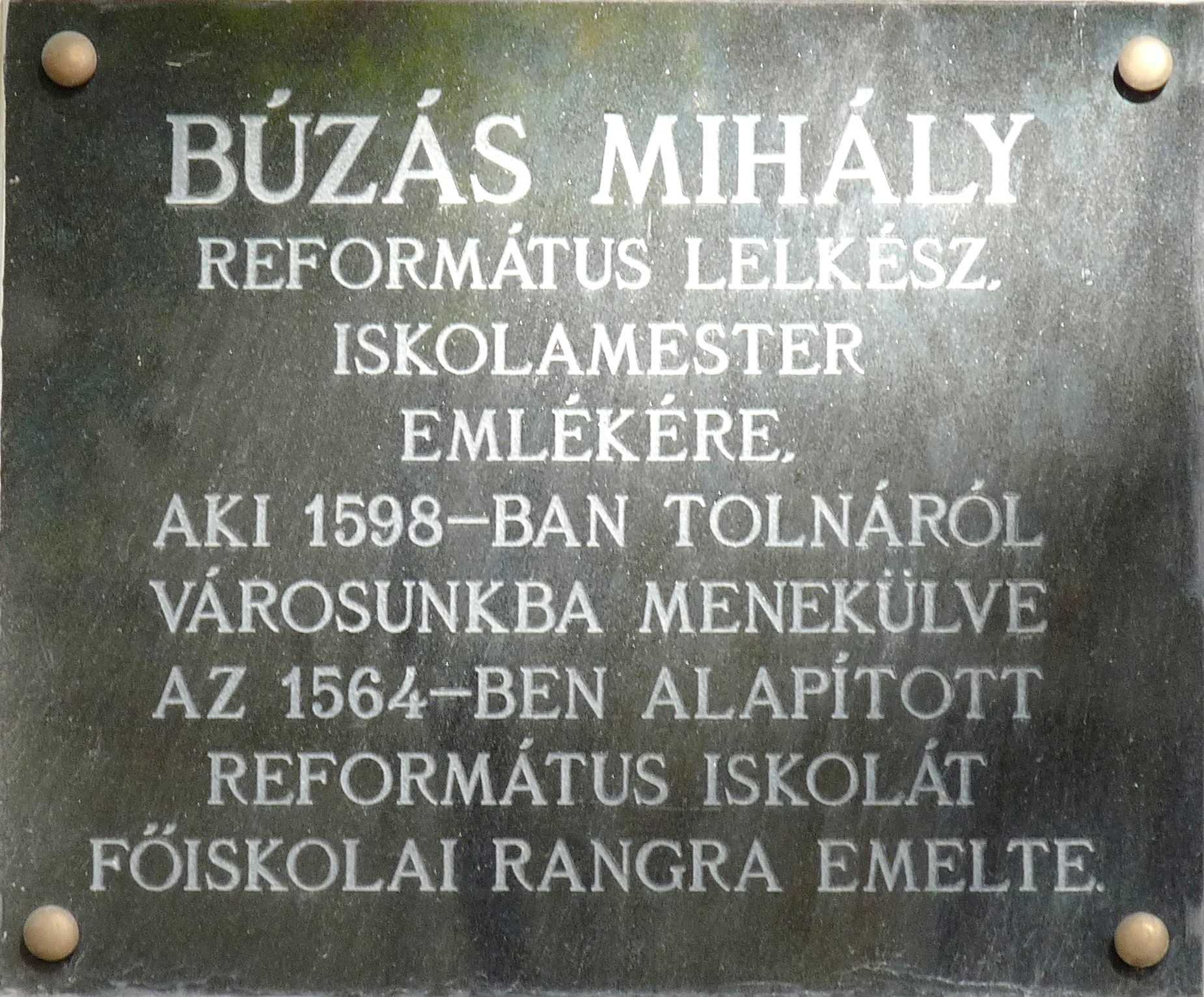
Búzás Mihály, Búzás Mihály u. 2.
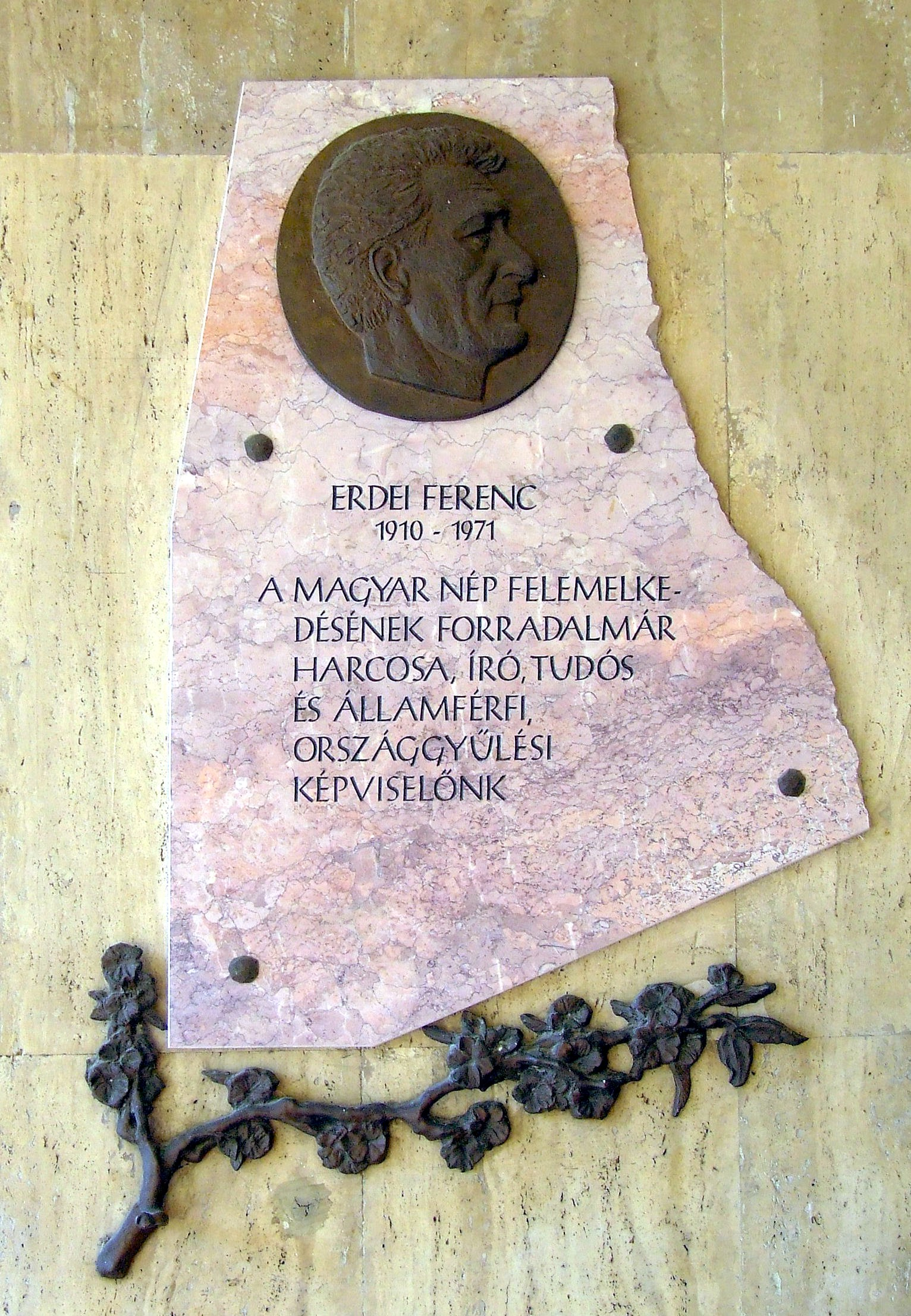
Erdei Ferenc, Deák Ferenc tér 1. alkotó: Somogyi Árpád
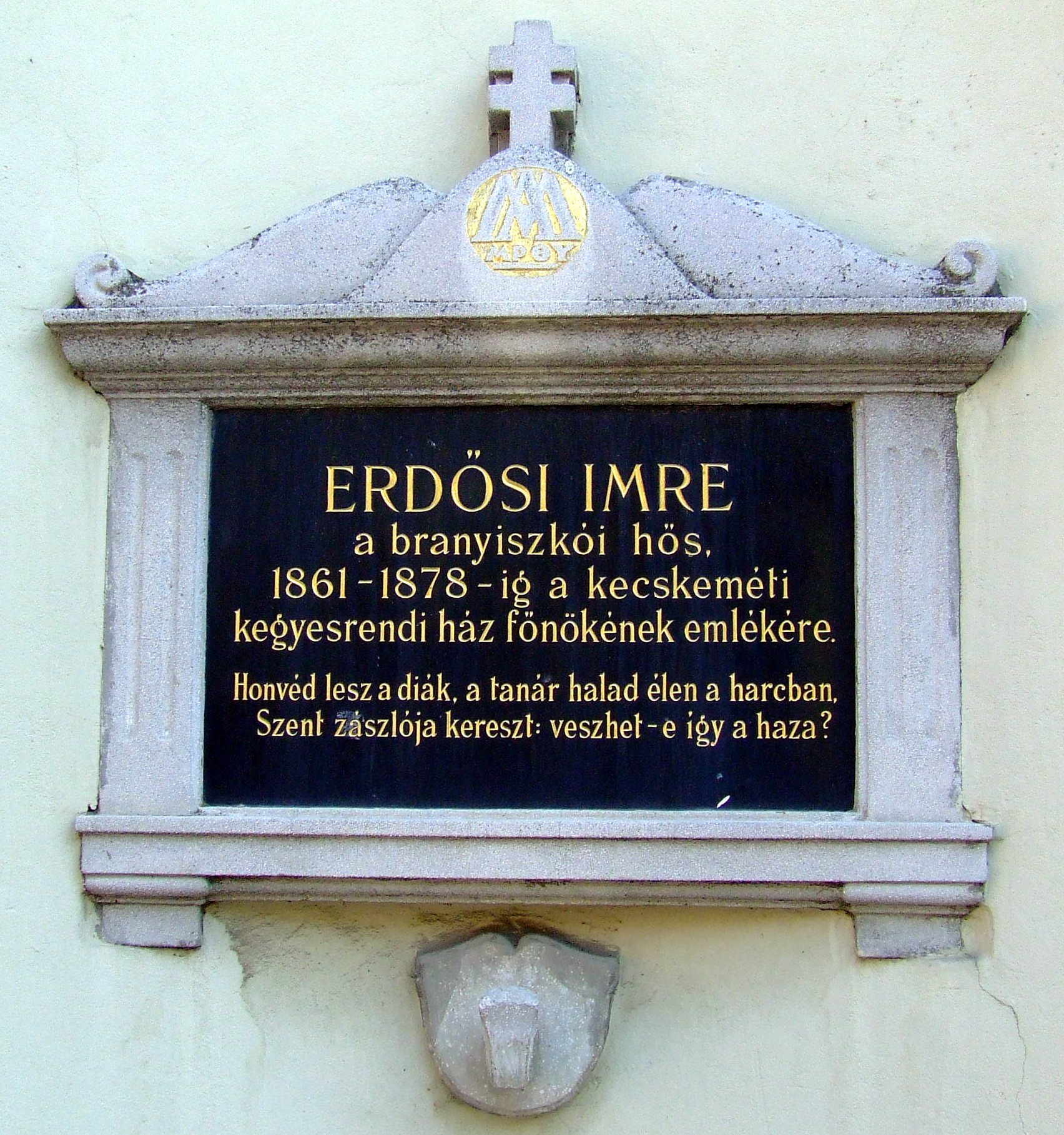
Erdősi Imre, Erdősi Imre utca 1. alkotó: Imre Gábor
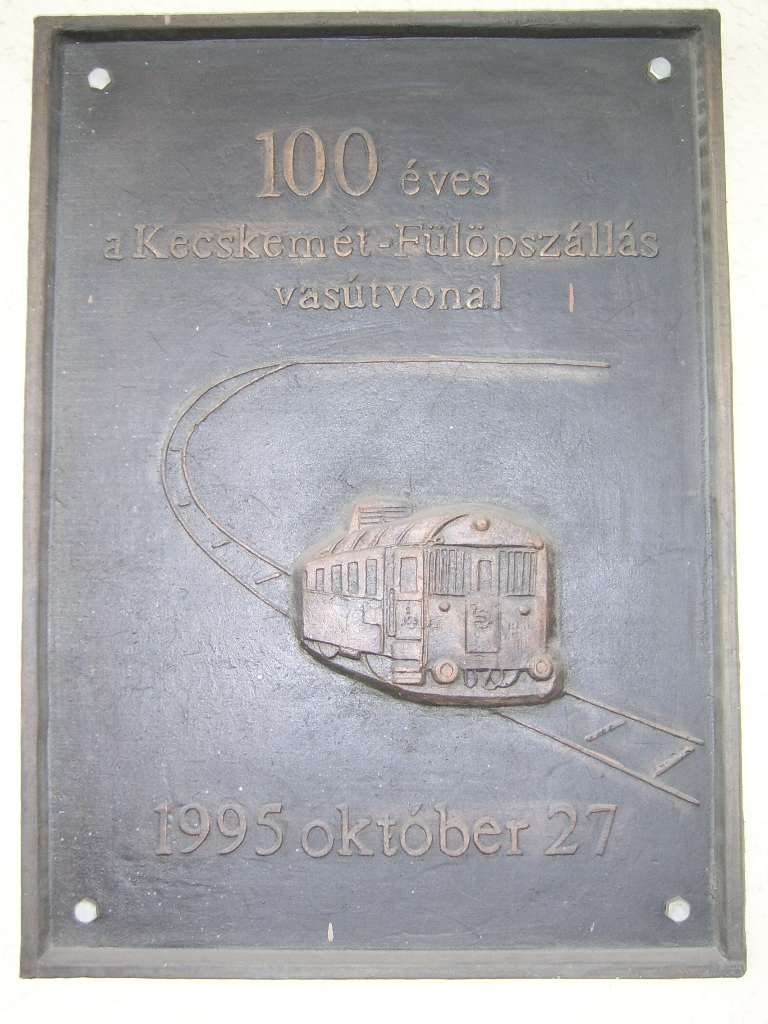
Fülöpszállás–Kecskemét-vasútvonal 100. évf., Kodály Zoltán tér
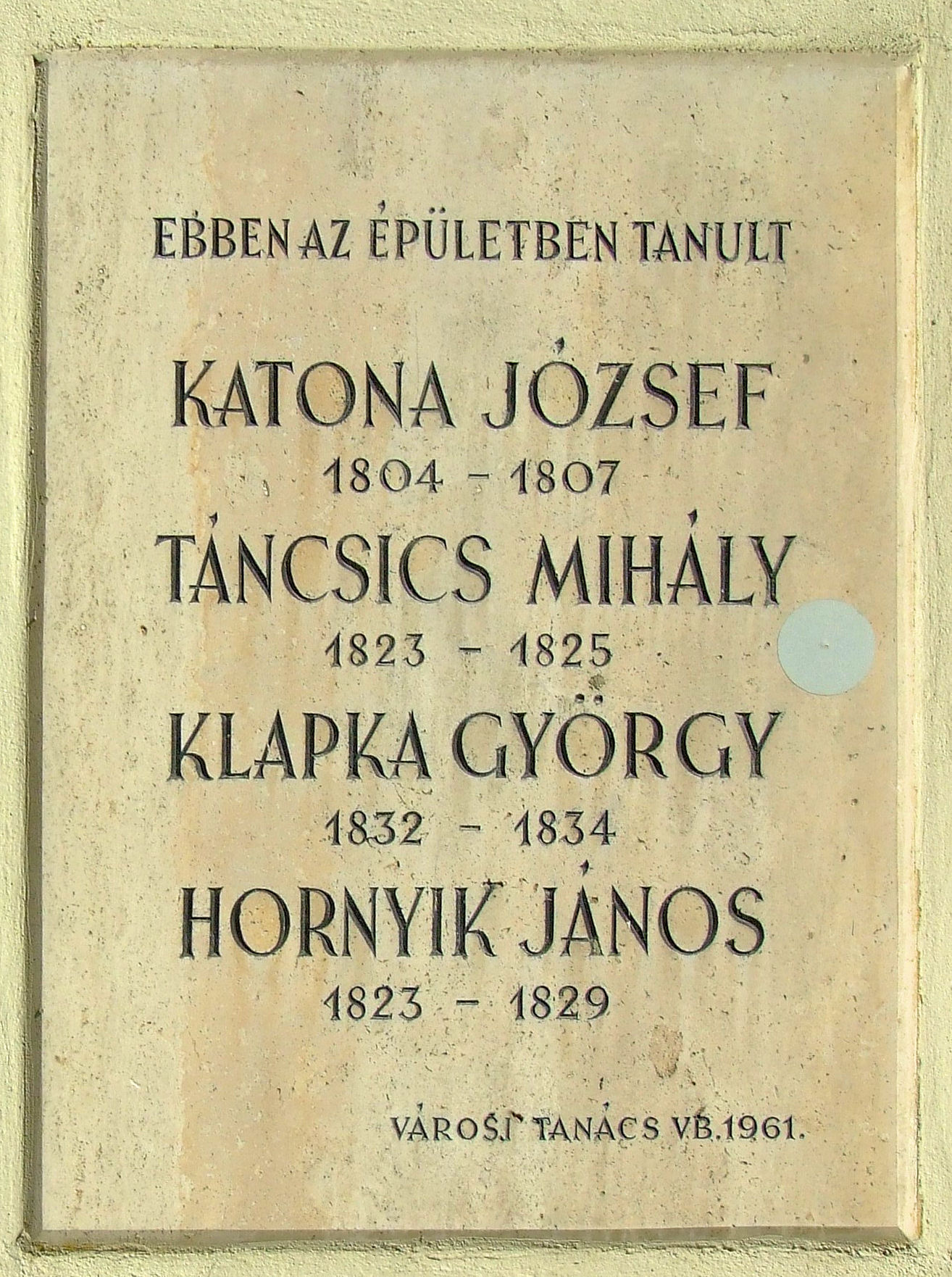
Hornyik János, Jókai u. 1.
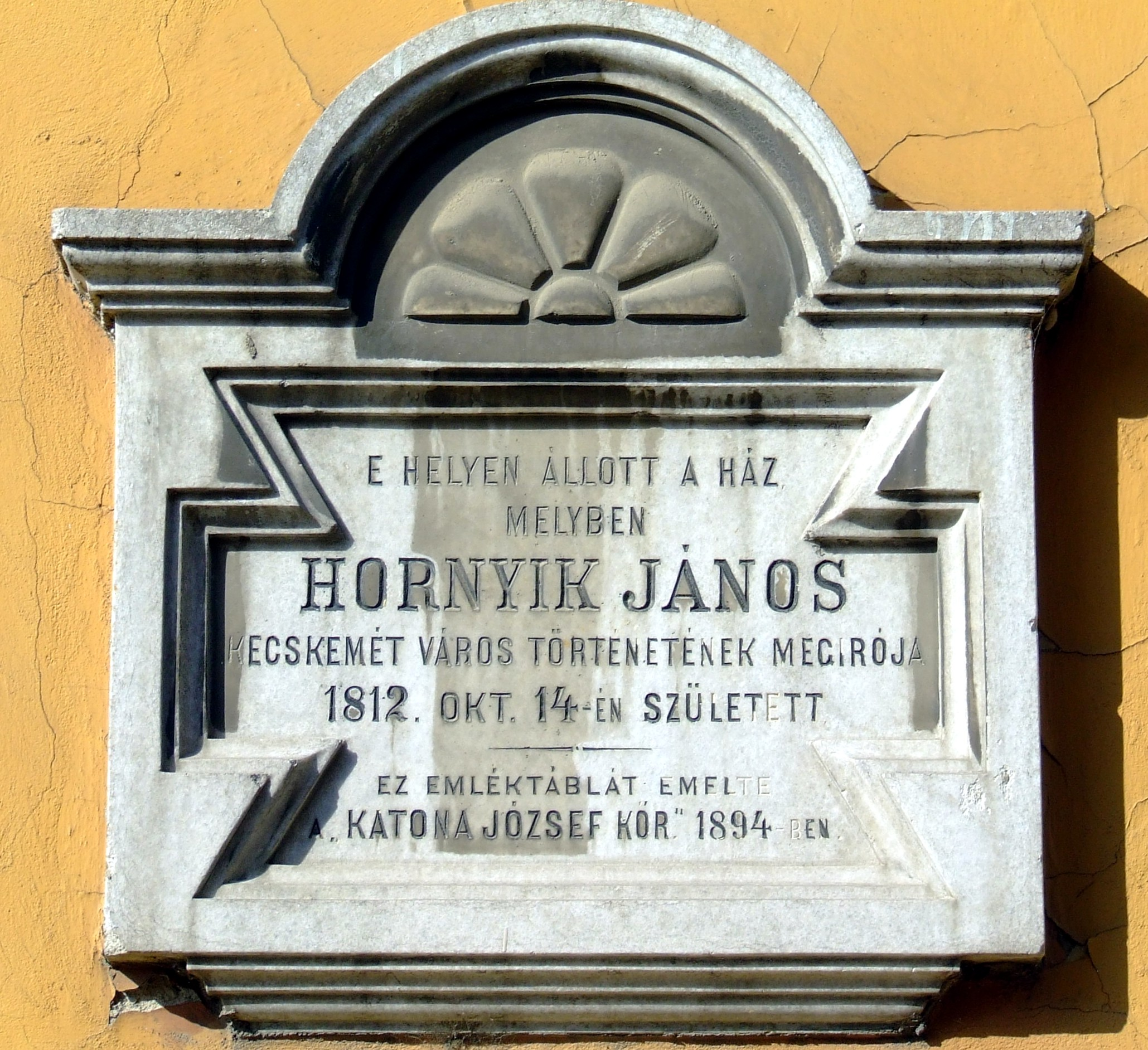
Hornyik János, Széchenyi tér 19. alkotó: Pataki Imre
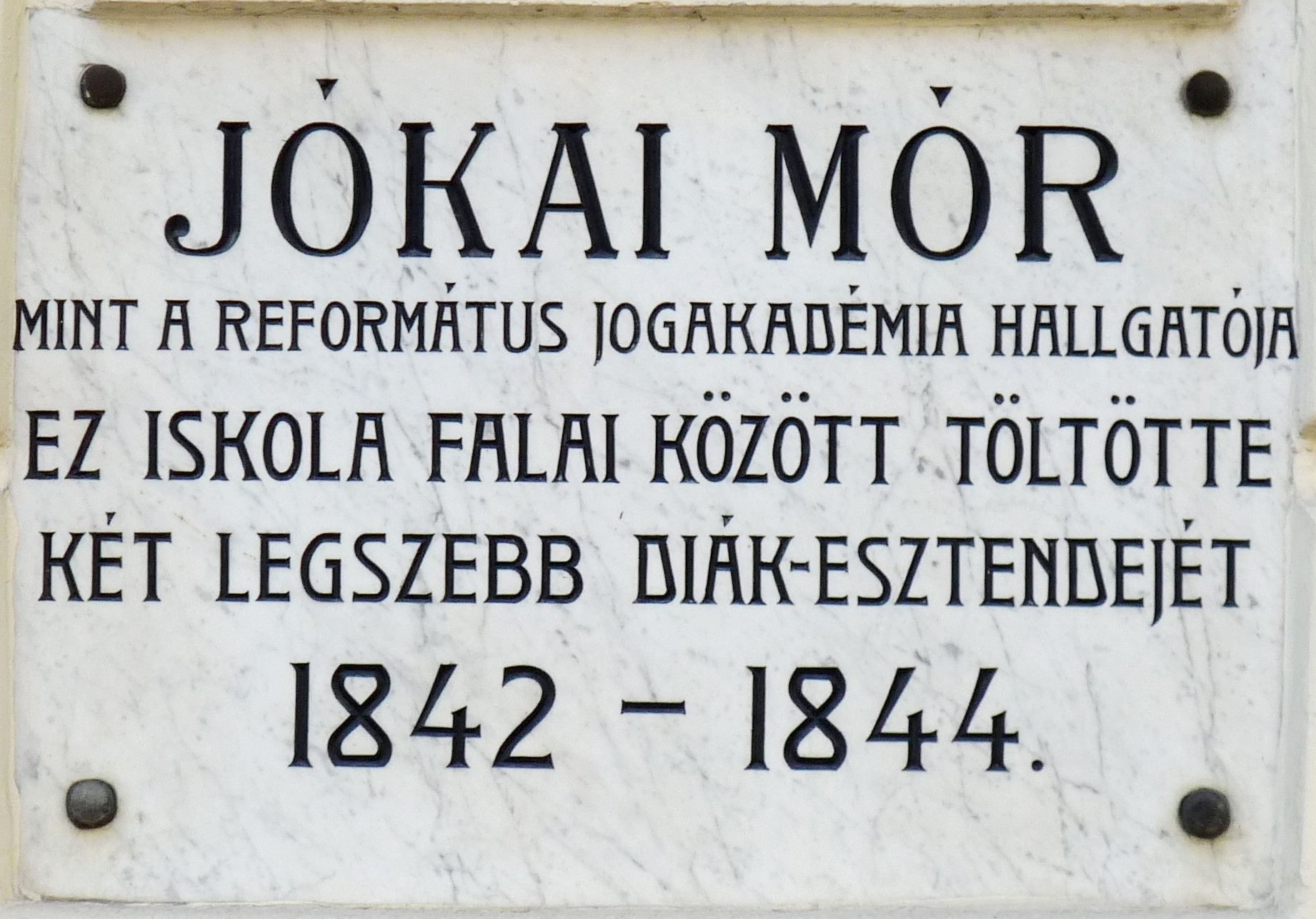
Jókai Mór, Kálvin tér 1.
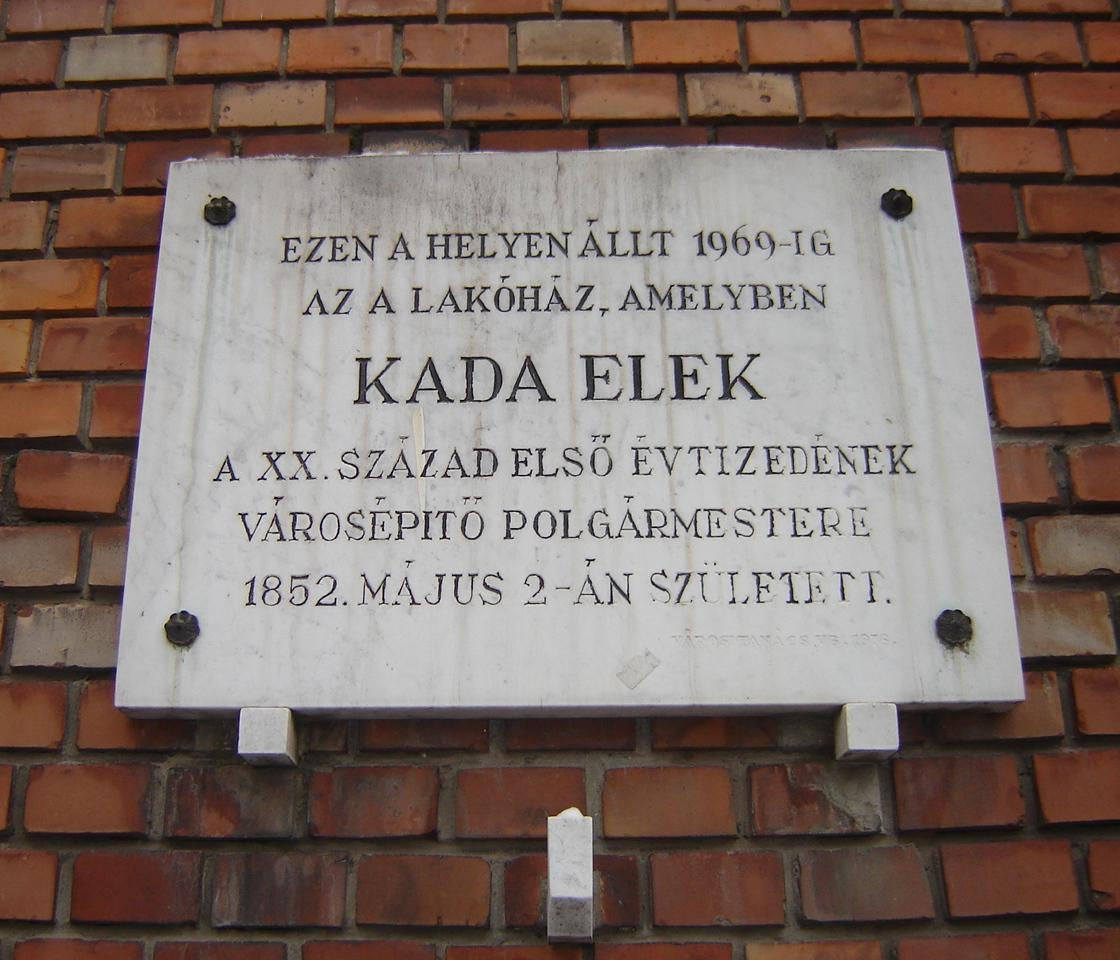
Kada Elek, Szivárvány utca
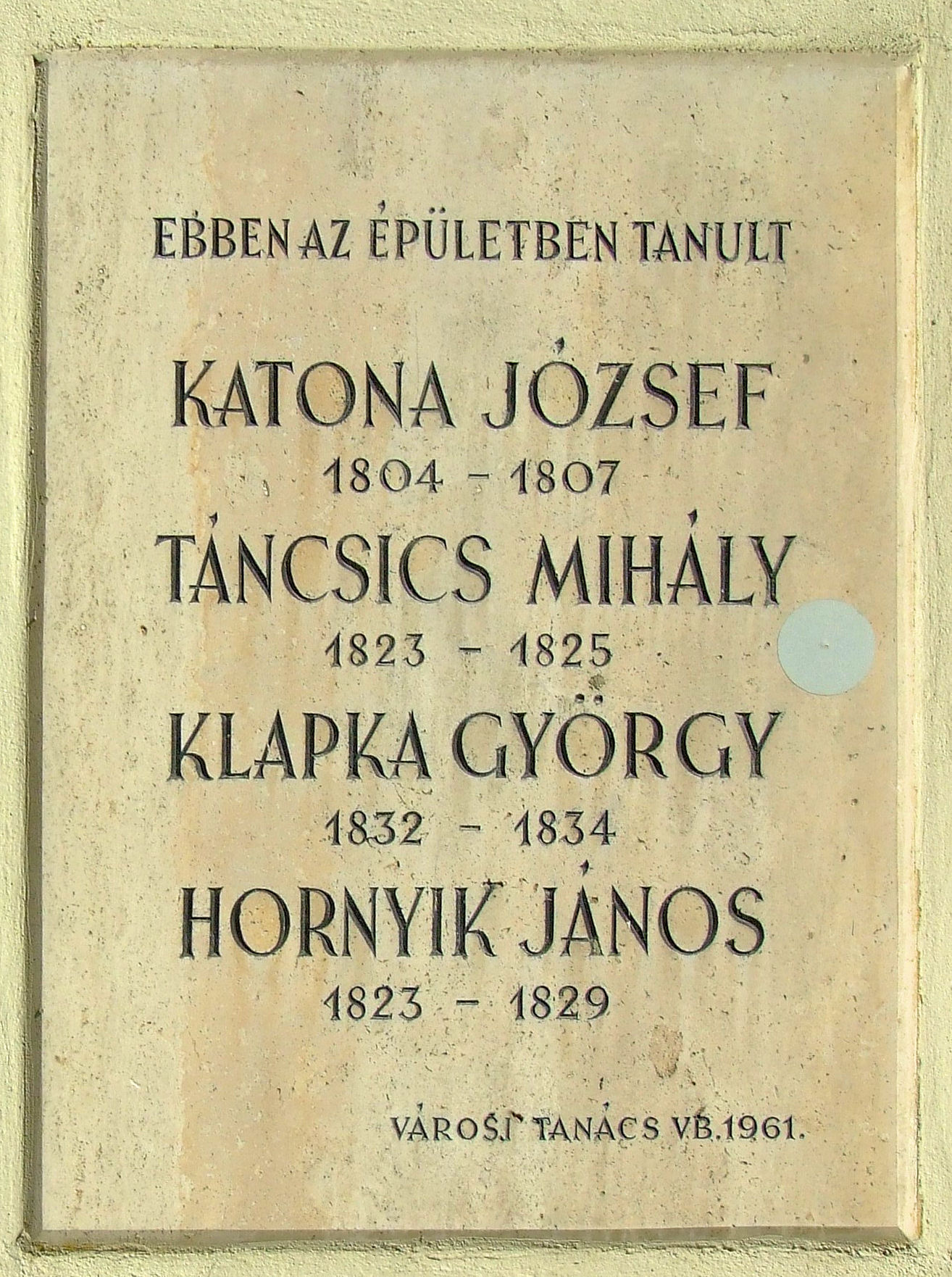
Katona József, Jókai u. 1.
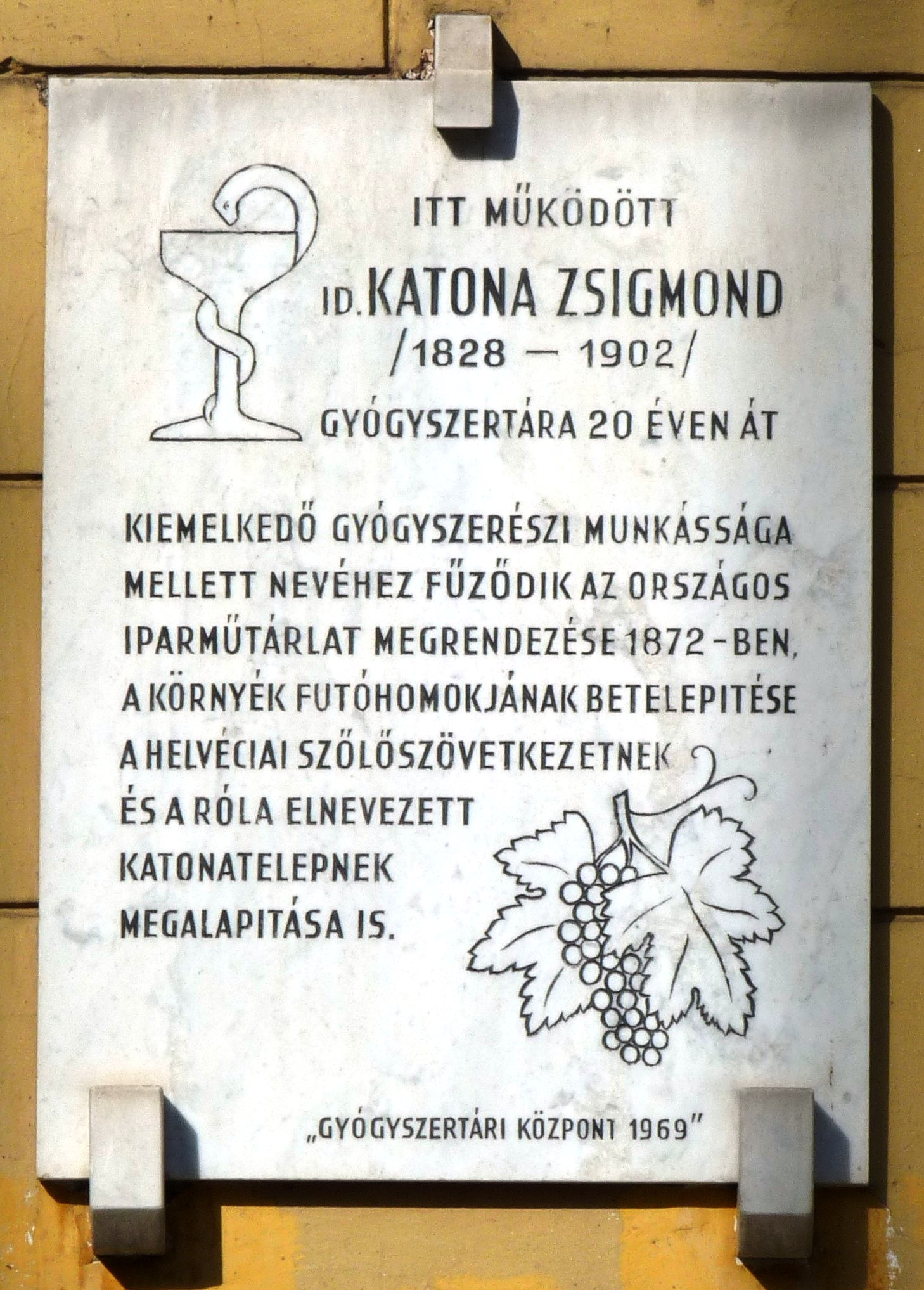
Katona Zsigmond, Lestár tér 2.
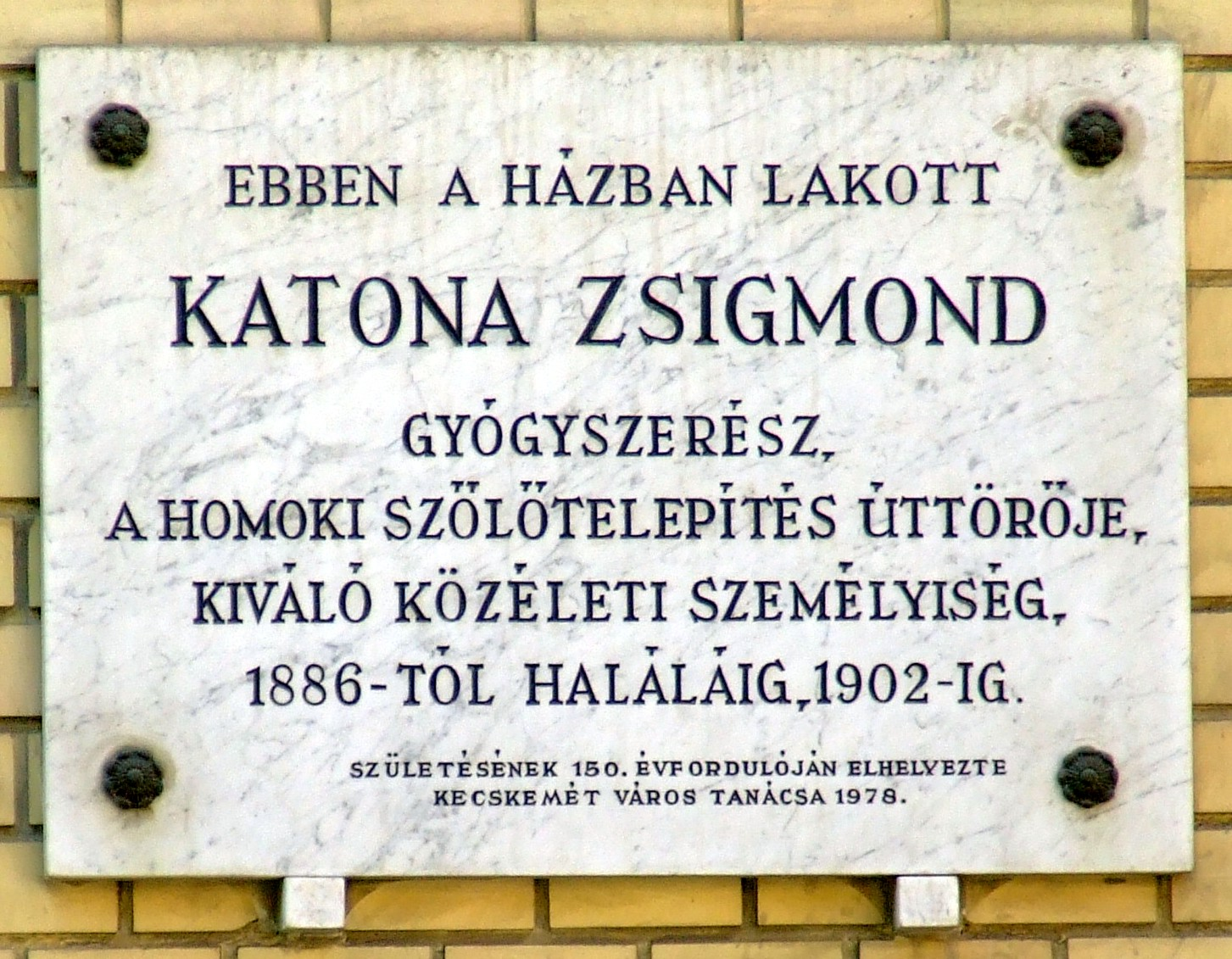
Katona Zsigmond,
[3]
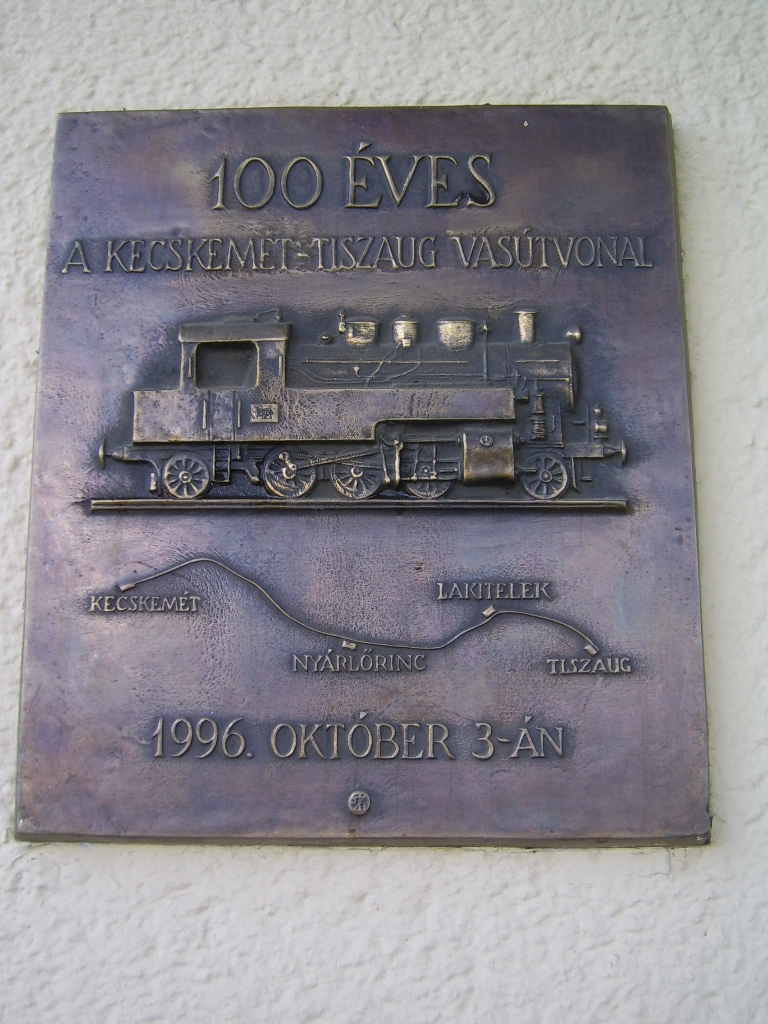
Kecskemét–Tiszaug vasútvonal 100. évf., Kodály Zoltán tér alkotó: Szabó Imrefia Béla
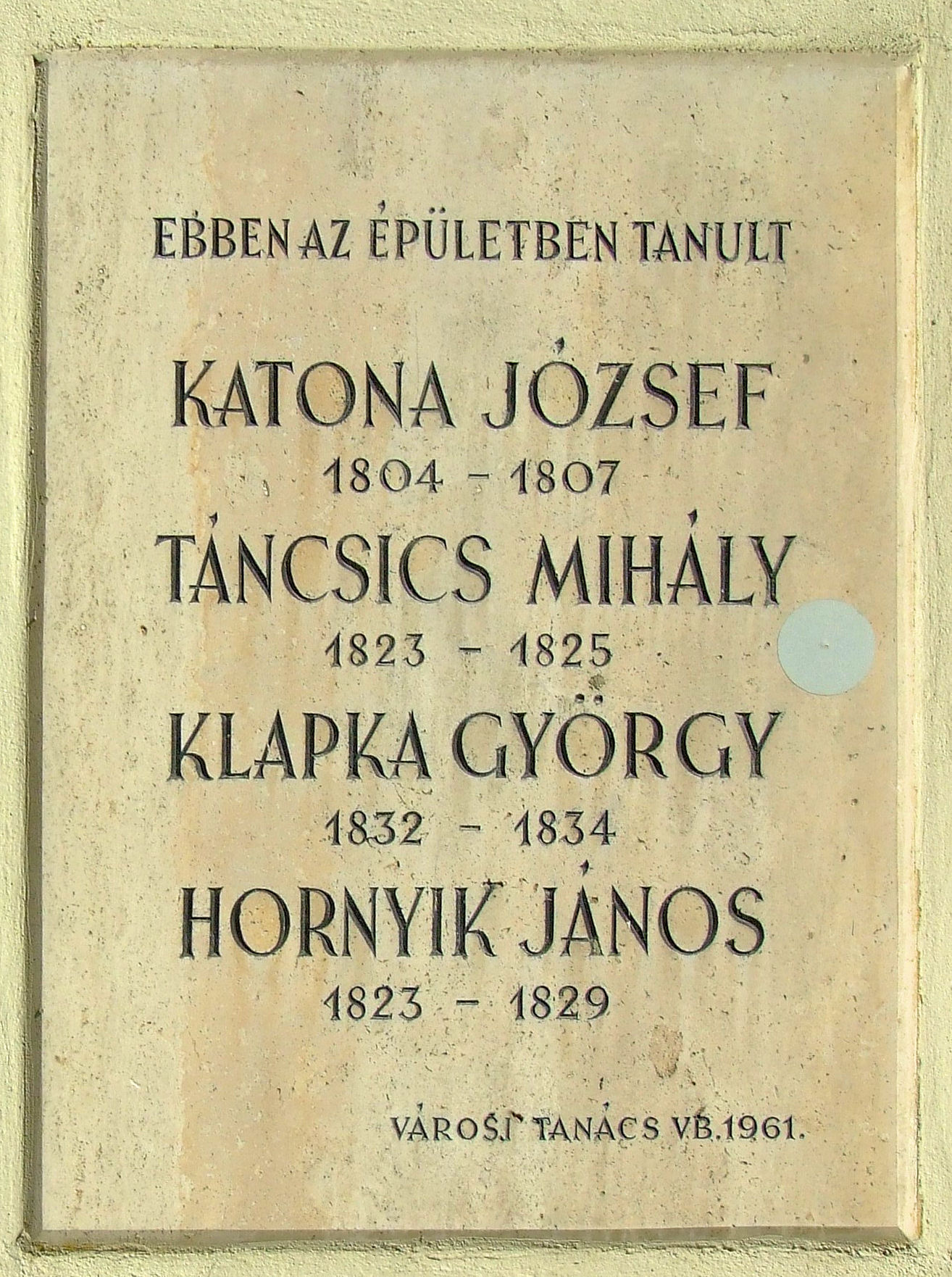
Klapka György, Jókai u. 1.
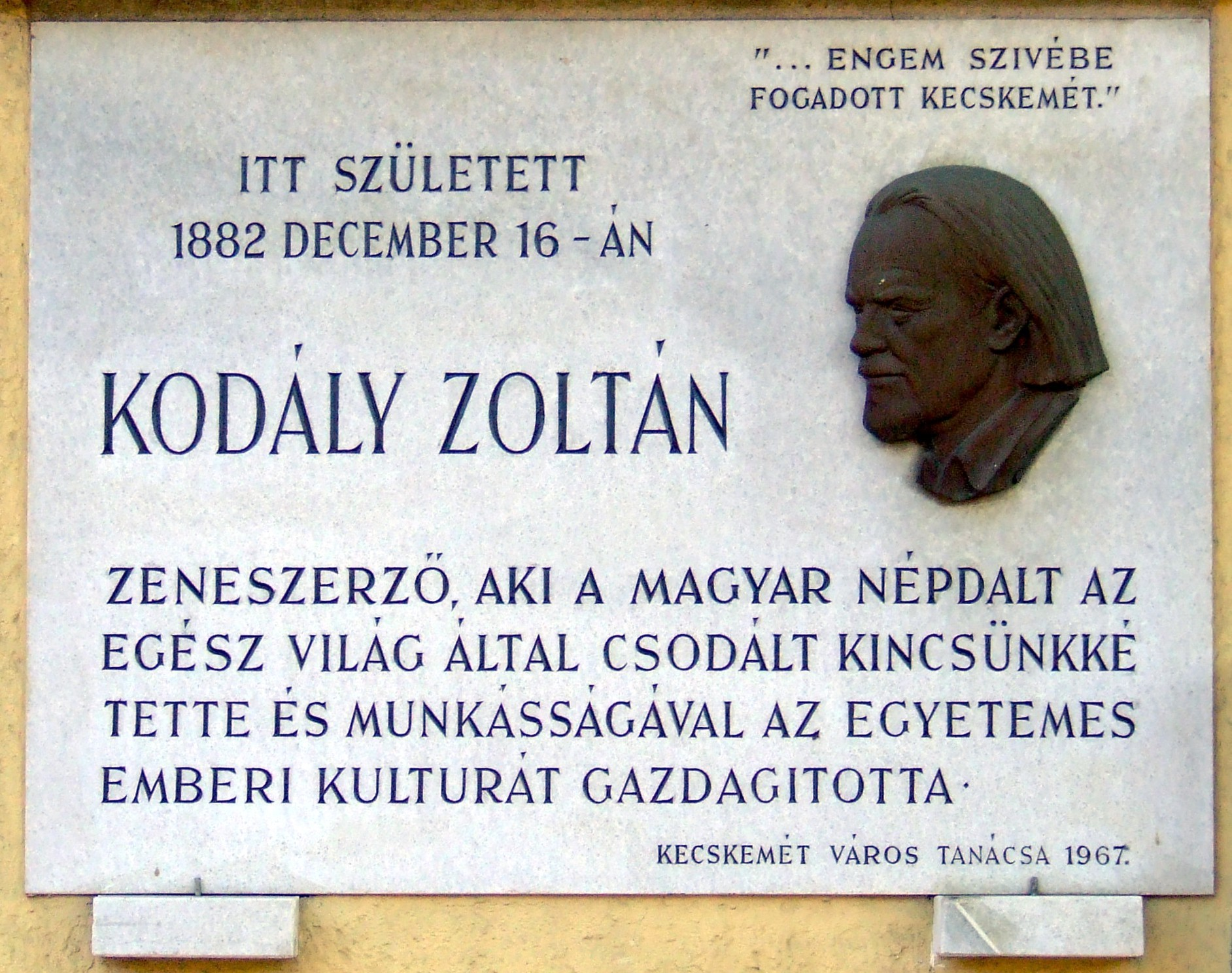
Kodály Zoltán, Kodály Zoltán tér 7. alkotó: Imre Gábor
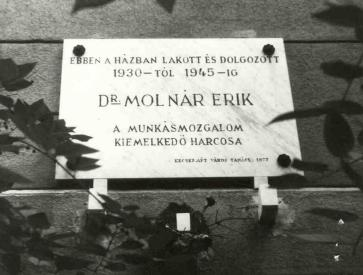
Molnár Erik, Nagykőrösi utca 29.
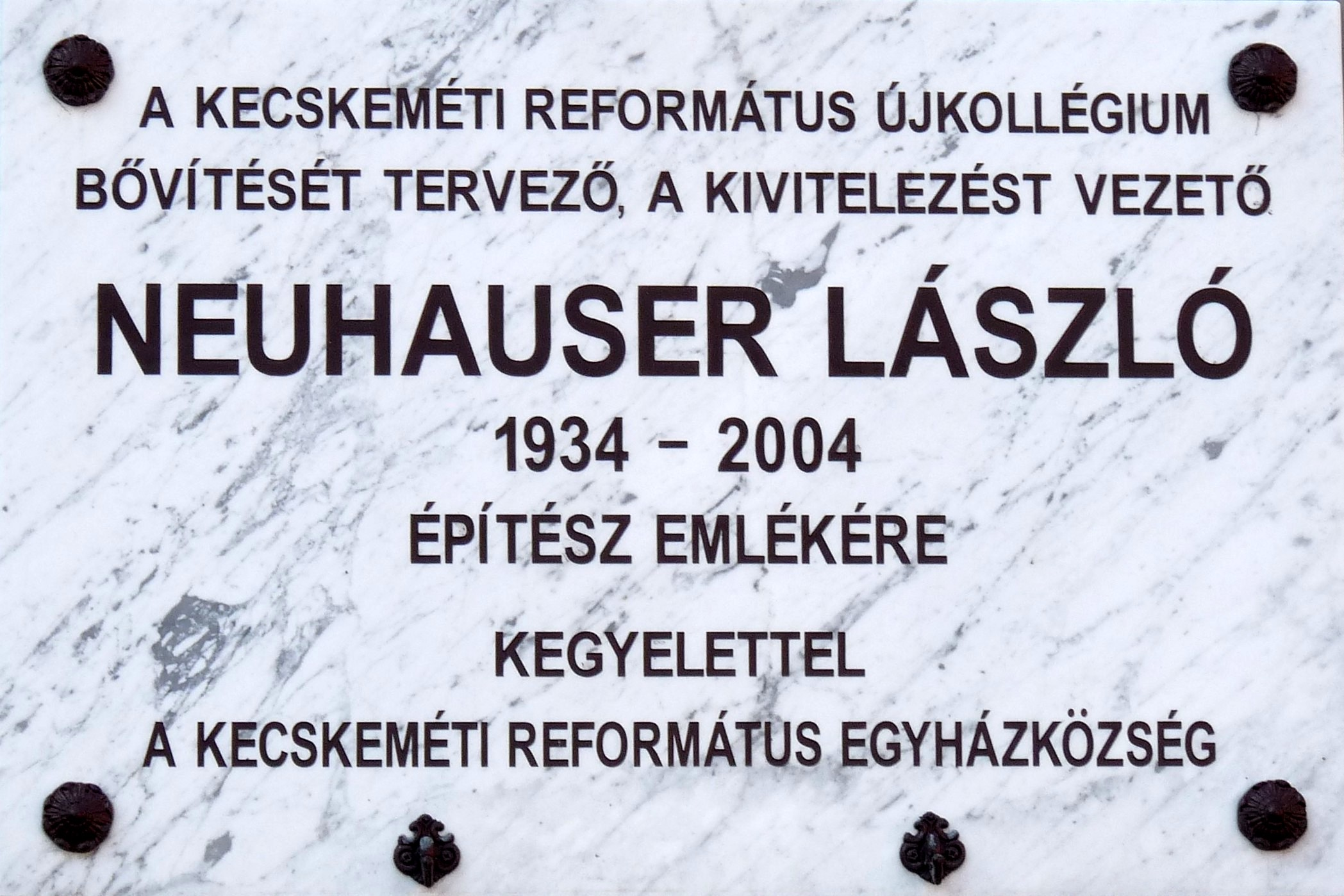
Neuhauser László, Csányi János körút 3.
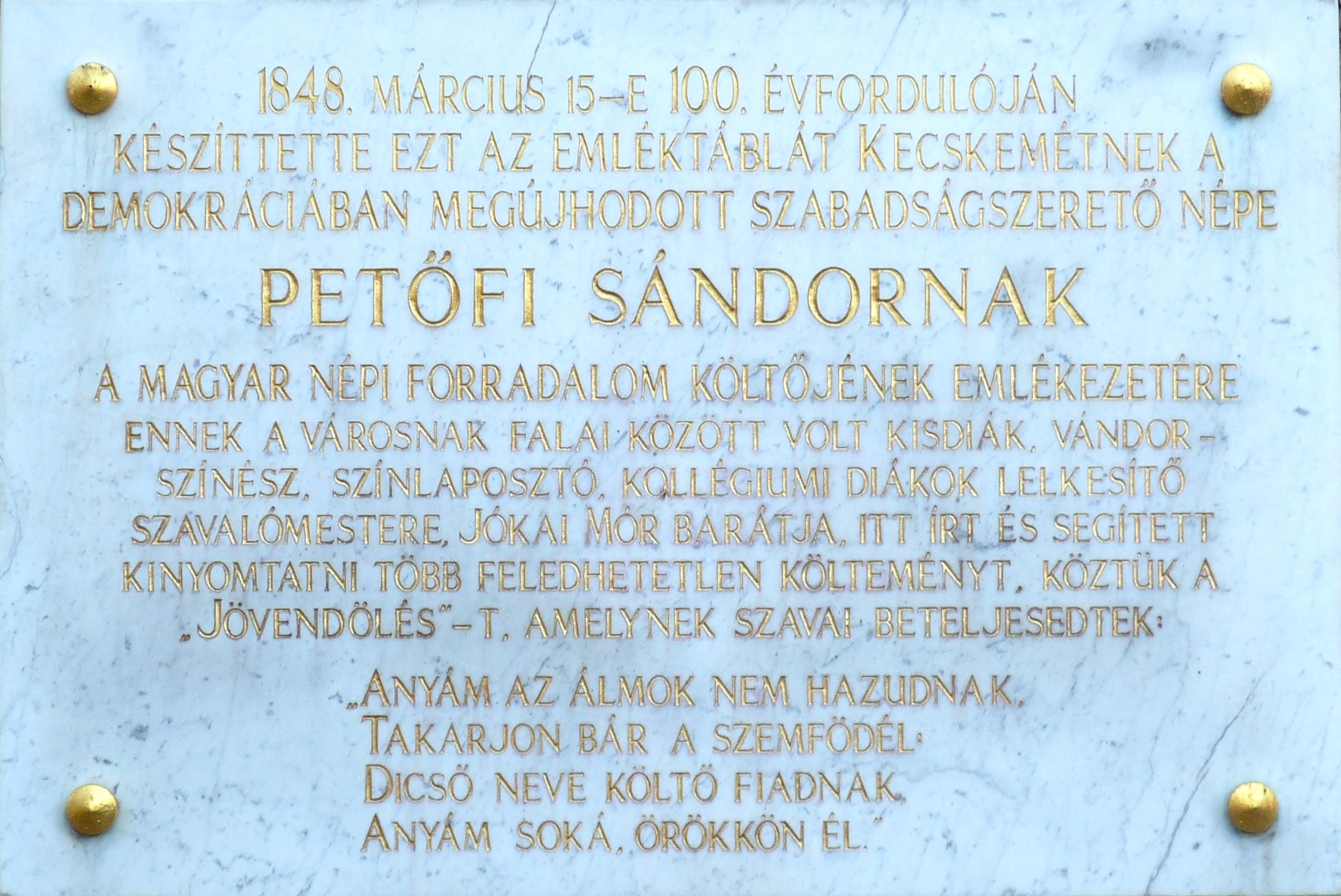
Petőfi Sándor, Kossuth tér 1.
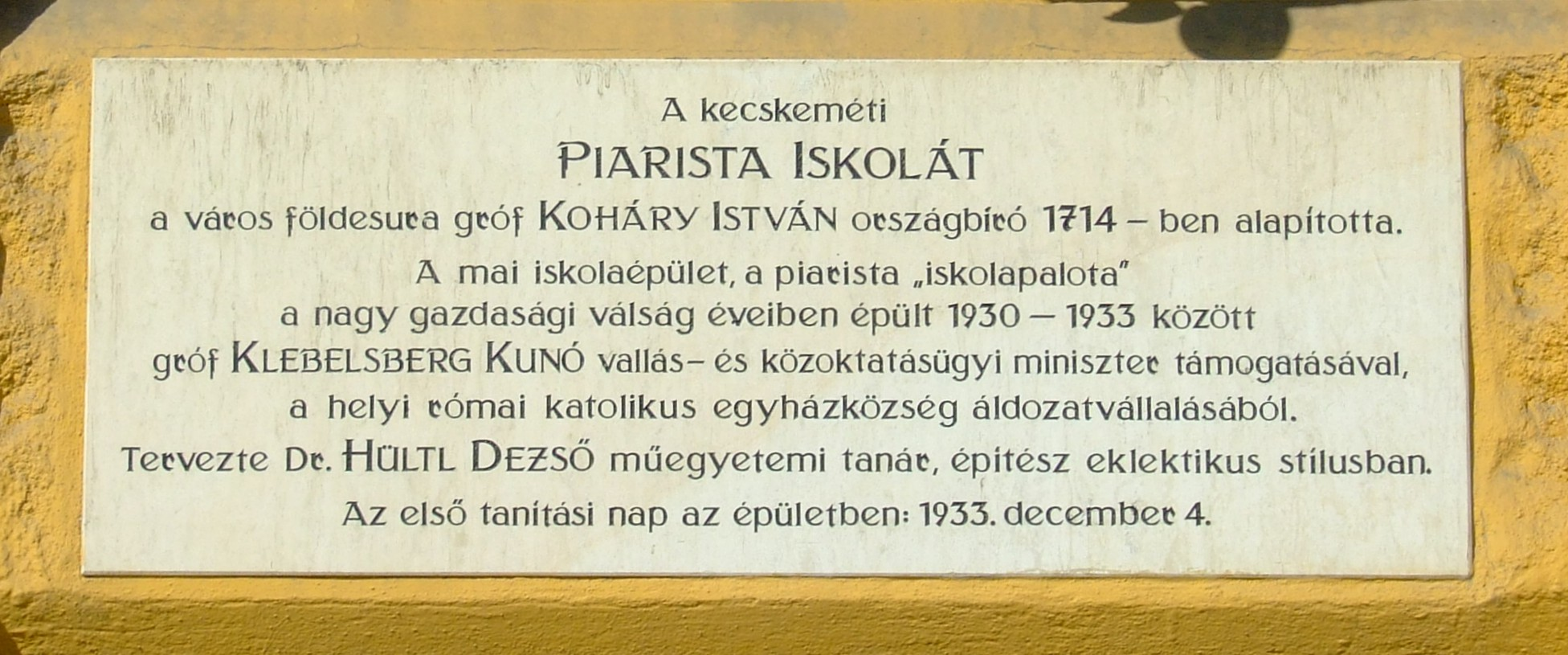
Piarista Iskola, Piaristák tere 5.
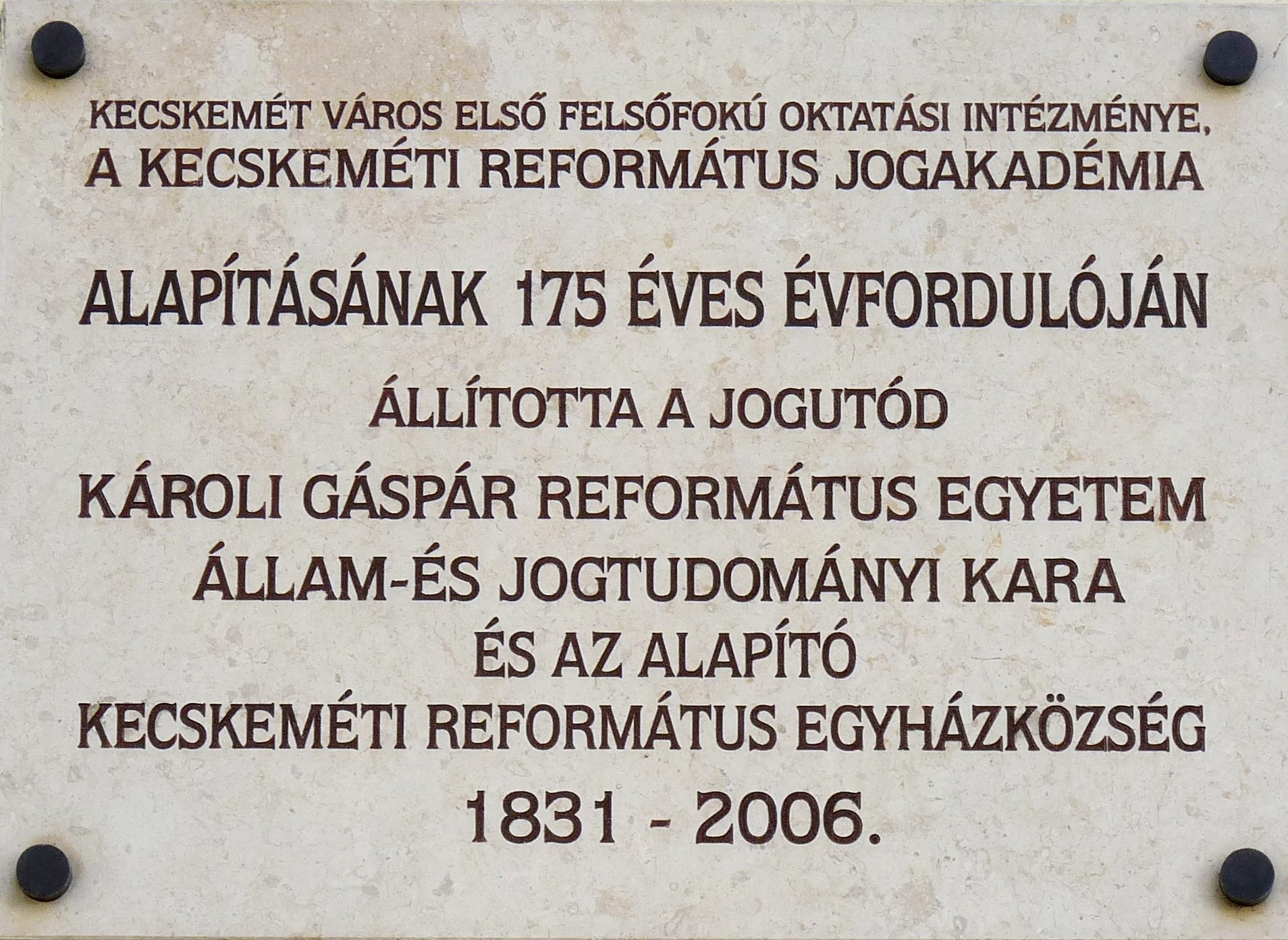
Református Jogakadémia alapításának 175. évf., Kálvin tér 1.
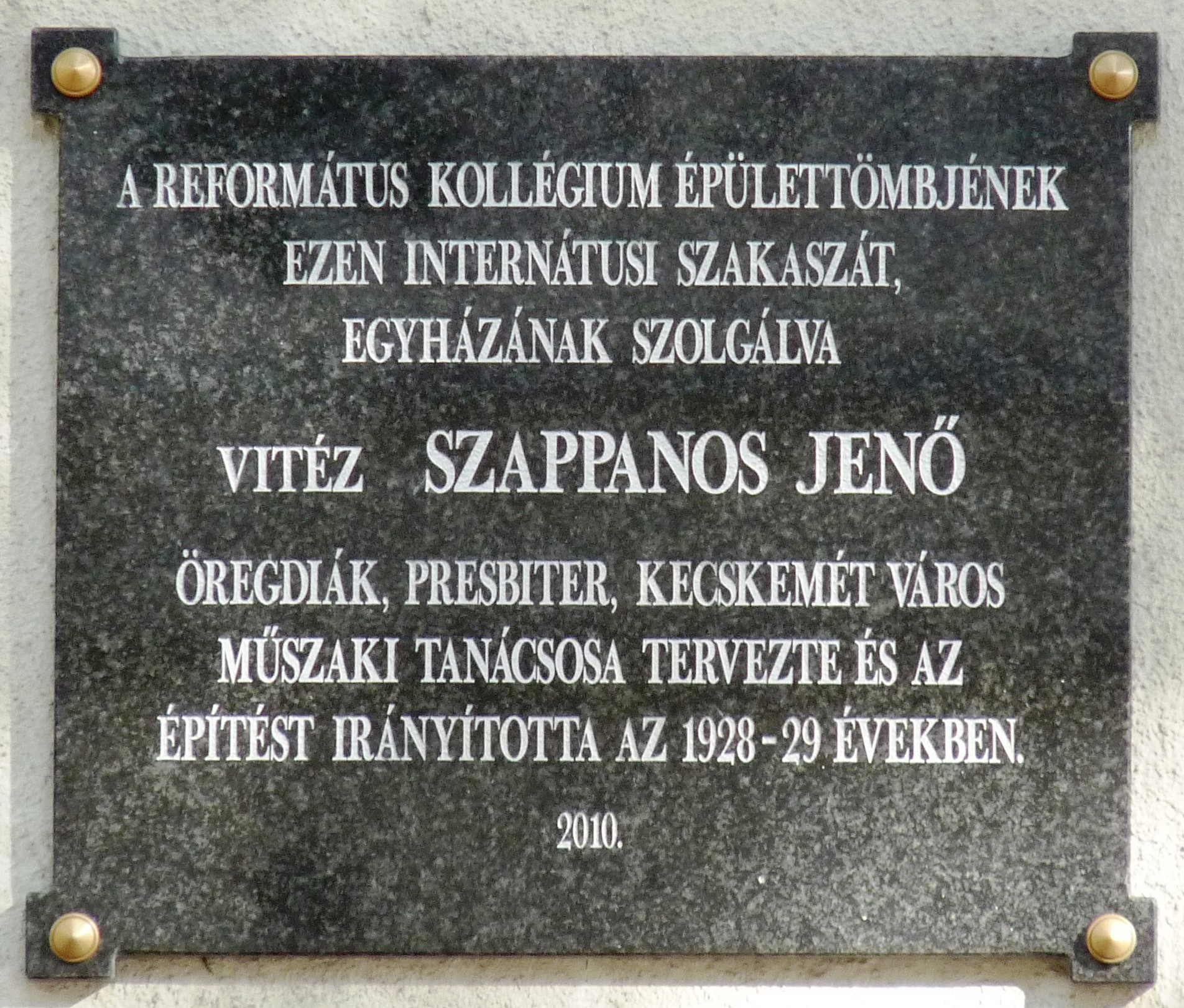
Szappanos Jenő, Kálvin tér 9.
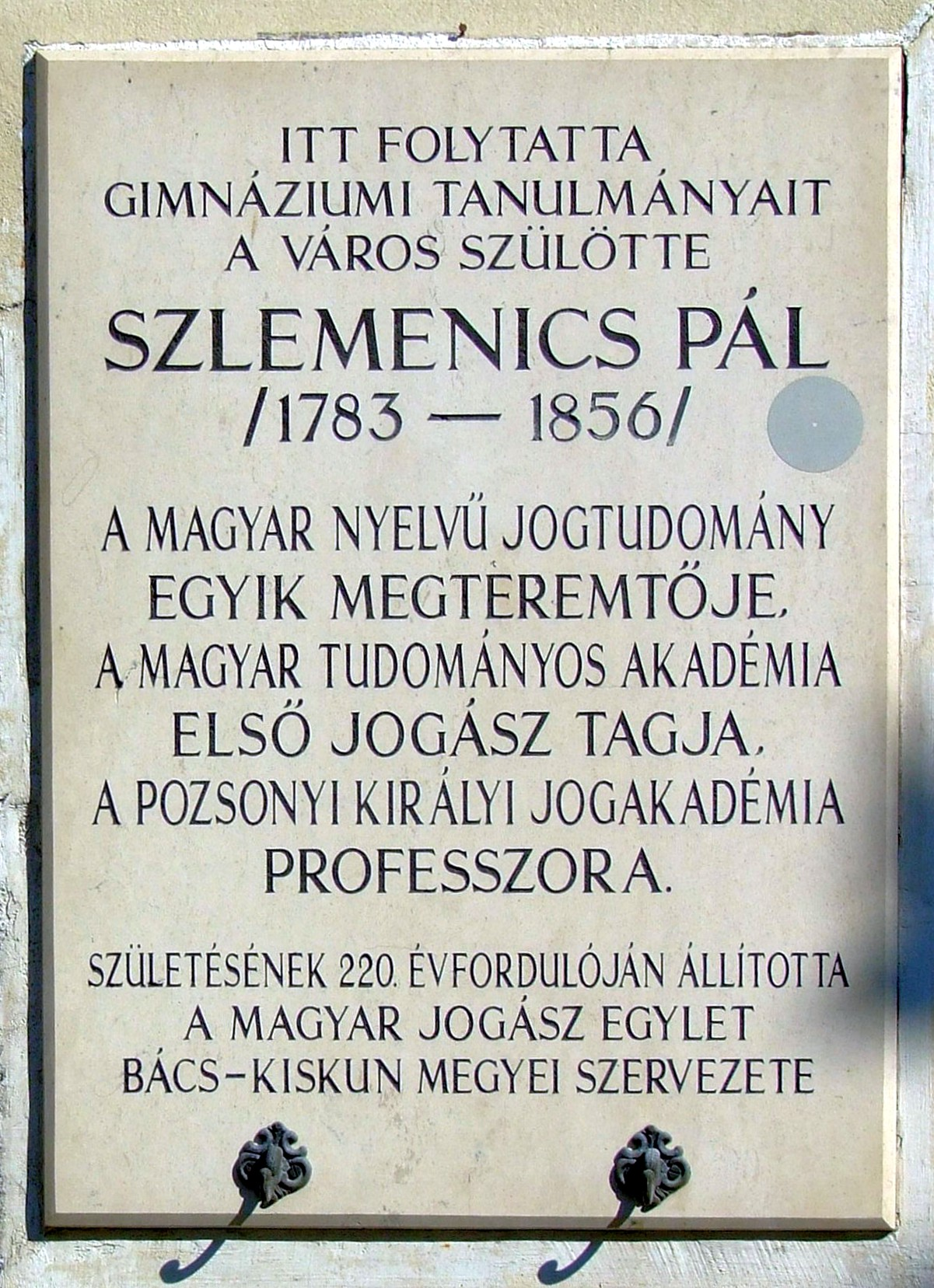
Szlemenics Pál, Jókai u. 1.
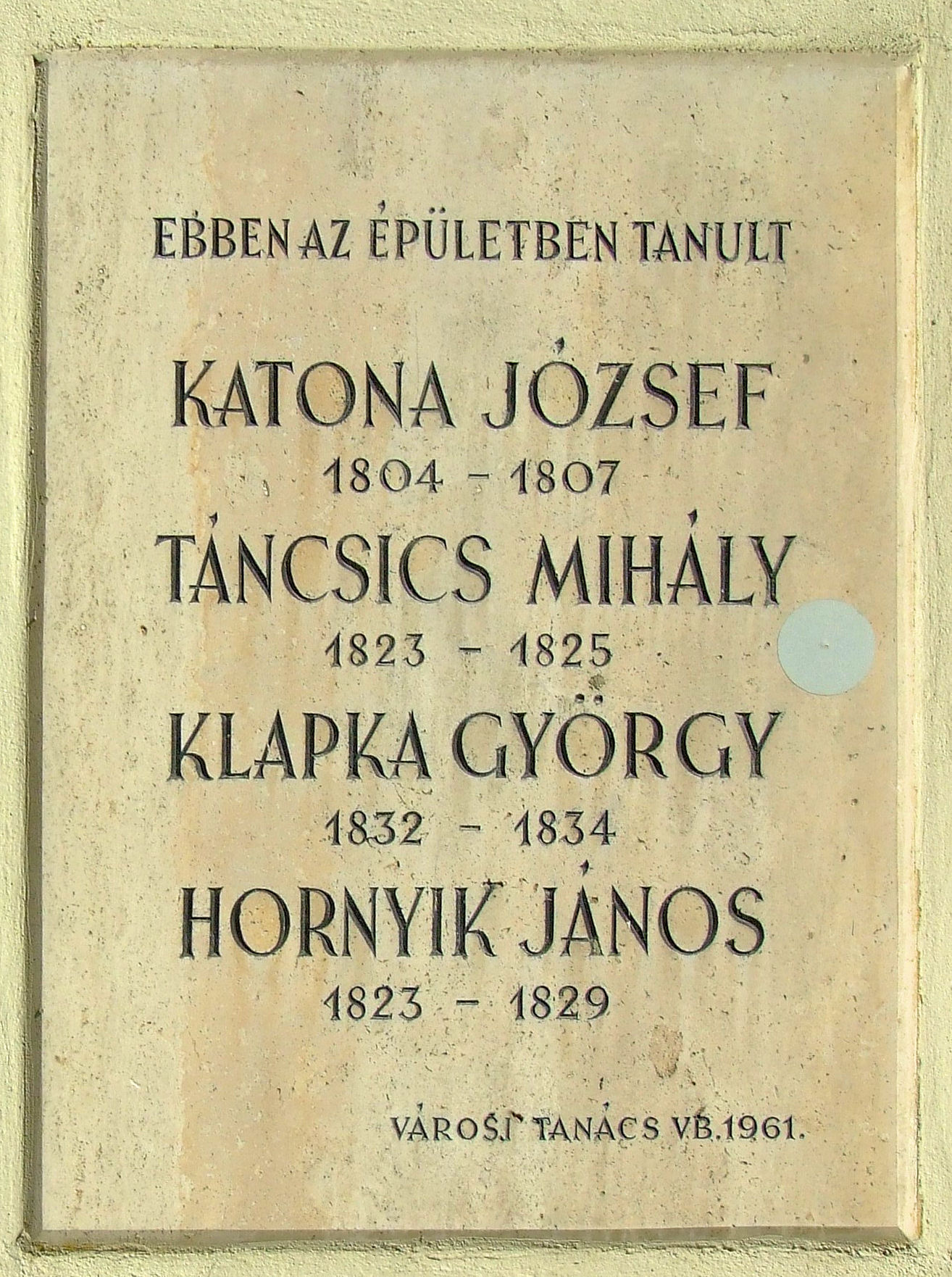
Táncsics Mihály, Jókai u. 1.
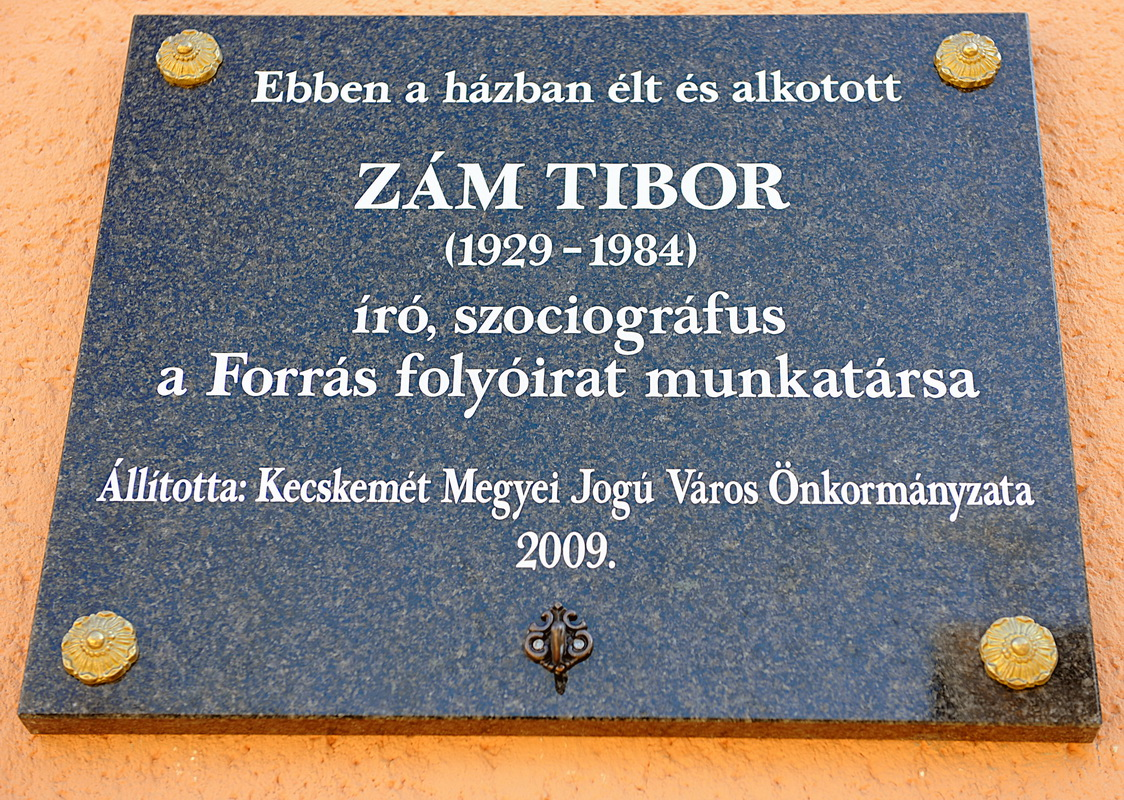
Zám Tibor, Pázmány Péter u. 6.

## Utcaindex
| Búzás Mihály utca (2.) Búzás Mihály Csányi János körút (3.) Neuhauser László Deák Ferenc tér (1.) Erdei Ferenc Erdősi Imre utca (1.) Erdősi Imre Jókai utca (1.) Hornyik János, Katona József, Klapka György, Szlemenics Pál, Táncsics Mihály Kálvin tér (1.) Jókai Mór, Református Jogakadémia alapításának 175. évf. (9.) Szappanos Jenő Kodály Zoltán tér (-) Fülöpszállás–Kecskemét-vasútvonal 100. évf., Kecskemét–Tiszaug vasútvonal 100. évf. (7.) Kodály Zoltán | Kossuth tér (1.) Asztalos János, Petőfi Sándor (2.) az 1848–49-es forradalom és szabadságharc elesett hősei, a 2. világháború áldozatai, a 7. Vilmos huszárezred hősi halottai Lestár tér (2.) Katona Zsigmond Nagykőrösi utca (29.) Molnár Erik Pázmány Péter utca (6.) Zám Tibor Piaristák tere (5.) Piarista Iskola Szabadság tér (7.) 1. világháborúban elhunyt joghallgatók Széchenyi tér (9.) Hornyik János Szivárvány utca (-) Kada Elek |